# The Oblongs
The Oblongs (stilizzato the Oblongs...) è una sitcom animata statunitense del 2001, creata da Angus Oblong e Jace Richdale e prodotta da Jobsite Productions e Mohawk Productions in associazione con la Warner Bros. Television.
Basata vagamente su una serie di personaggi introdotti nel libro illustrato Creepy Susie and 13 Other Tragic Tales for Troubled Children, la serie è stata trasmessa per la prima volta negli Stati Uniti su The WB dal 1º aprile al 20 maggio 2001, lasciando inediti gli ultimi cinque episodi. Gli episodi rimanenti sono stati trasmessi successivamente su Adult Swim e in seguito replicati anche su Teletoon at Night. La serie conta di 13 episodi ripartiti su una stagione.

## Trama
La serie è incentrata sulle strampalate vicende degli Oblong, una bizzarra e deforme famiglia che vive nella valle di una capitale farmaceutica altamente inquinante. L'inquinamento è il risultato diretto del lussuoso stile di vita di una ricca comunità nota come "The Hills", i cui residenti continuano a sfruttare e danneggiare gli abitanti della valle senza alcun riguardo per la loro sicurezza o il benessere. Gli abitanti della valle hanno subito le conseguenze dell'inquinamento e delle radiazioni, subendo alterazioni sia fisiche che mentali.

## Episodi
| Stagione       | Episodi | Prima TV USA | Prima TV Italia |
| -------------- | ------- | ------------ | --------------- |
| Prima stagione | 13      | 2001-2002    | 2004            |

## Personaggi e doppiatori

### Personaggi principali
- Robert "Bob" Francis Oblong, voce originale di Will Ferrell, italiana di Giorgio Bonino.
Nato senza braccia né gambe, Bob lavora in una fabbrica di veleni chiamata Globocide. Nonostante le sue deformità è molto allegro, solare e spensierato ed è modellato sul concept di capofamiglia dei programmi televisivi degli anni '50. Figlio di Jesse Raymond Oblong e Emma Patricia (nata Ramsower), è sposato con Pickles ed è il padre di Biff, Chip, Milo e Beth. Nell'episodio La nuova vita di Bob viene mostrato con tutti i suoi arti. Mentre usa principalmente la bocca per svolgere i compiti, spesso guida o legge i giornali con la mente come mostrato ne L'avventura di Helga, dove si presume che possa avere poteri mentali.
- Marie Kay "Pickles" Oblong (nata Klesser), voce originale di Jean Smart, italiana di Rosalba Bongiovanni.
Accanita fumatrice e alcolizzata, Pickles è stata una residente di Hill, trasferendosi successivamente nella valle dopo aver sposato Bob. A causa dell'atmosfera tossica di Hill ha perso completamente i capelli, portandola ad indossare una grande parrucca bionda e a farla emarginare dai suoi vecchi amici. Pur non essendo amareggiata per la perdita della sua vita privilegiata, esprime spesso disprezzo nei confronti dei suoi vecchi vicini di casa egocentrici residenti a Hill. Figlia di Peter Theodore Klesser e Sarah Mae (nata Langham), è la madre di Biff, Chip, Milo e Beth.
- Biff Robert Oblong e Chip James Oblong, voci originali di Randy Sklar e Jason Sklar, italiane di Giuseppe Calvetti e Gianluca Iacono.
Due gemelli siamesi diciassettenni, attaccati dalla vita in giù che condividono una gamba e tre glutei. Biff è un lavoratore appassionato per lo sport mentre Chip, a differenza del fratello, è più pacato.  È spesso implicito che Biff sia gay e attratto dal loro allenatore; tuttavia, ci sono casi in cui, insieme Chip, si mostra attratto dalle ragazze. Uno dei due va sempre in trance per permettere all'altro fratello di avere privacy.
- Milo Oblong, voce originale di Pamela Segall Adlon, italiana di Patrizia Mottola.
Secondo figlio di Bob e Pickles, estremamente ipocondriaco che soffre di sindrome da deficit di attenzione e iperattività. Ha un solo capello al centro della testa, tiene spesso un occhio chiuso e porta una maglietta con la scritta "NO". Milo è spesso il protagonista delle storie della serie che lo vedono coinvolto assieme ai suoi amici. Nonostante tutti i suoi patimenti psicologici, Milo è un ragazzino pacato e buono, che invidia il benessere degli abitanti della collina, desiderando di raggiungere il loro status economico.
- Elizabeth Lauren "Beth" Oblong, voce originale di Jeannie Elias, italiana di Deborah Morese.
È la più piccola e unica figlia femmina della famiglia. Ha un'appariscente protuberanza tumorale sulla testa; nonostante ciò, ha dimostrato di essere la più equilibrata di tutta la famiglia. In seguito si scopre che la sua pretuberanza è il risultato del consumo di carne contenente ormoni della crescita bovina.
- Lucky.
Il gatto di famiglia che fuma continuamente sigarette, mantenendo un'espressione assente e disinteressata.
- Scottie.
Il cane narcolettico di Milo, diventato tale come risultato del profumo usato su di lui durante il suo mandato come animale di prova alla Globocide.

### Personaggi ricorrenti
- Helga Marie Phugly, voce originale di Lea DeLaria, italiana di Rosa Leo Servidio.
È un'obesa bambina-rospo, estremamente vorace e volgare. Nonostante la sua bruttezza, è convinta di essere attraente.
- Susane Marcheline Rachelle "Creepy Susie" Garnier, voce originale di Jeannie Elias, italiana di Donatella Fanfani.
È una ragazzina gotica che sembra galleggiare invece che camminare. Ha problemi di piromania ed è affascinata dalla morte, sostenendo di aver ucciso diverse persone.
- Margaret Anna "Peggy" Weggy, voce originale di Becky Thyre, italiana di Emanuela Pacotto.
È una tredicenne a cui manca la mandibola, con un comune sigmatismo che la porta a sputare mentre parla.
- Mikey Butts, voce originale di Jeannie Elias, italiana di Federica Valenti.
- George Klimer, voce originale di Billy West.
- Signora Hubbard, voce originale di Lorraine Newman, italiana di Rosalba Bongiovanni.
- James, voce originale di Billy West, italiana di Riccardo Rovatti.
- Sindaco Johnny Bledsoe, voce originale di Billy West, italiana di Mario Zucca.

## Distribuzione

### Trasmissione internazionale
- 1º aprile 2001 negli Stati Uniti d'America su The WB;
- 1º aprile 2001 in Canada su Teletoon at Night;
- 13 luglio 2001 in Israele;
- 8 dicembre 2001 in Australia su Nine Network;[2]
- 10 dicembre 2001 in Repubblica Ceca;
- 24 gennaio 2002 in Ungheria;
- 16 giugno 2002 in Francia su TF6;
- 25 agosto 2002 negli Stati Uniti d'America su Adult Swim;
- 13 ottobre 2004 in Italia su Italia Teen Television;[3]
- 2005 in Australia su Too Funny To Sleep;
- febbraio 2006 in America Latina;
- giugno 2006 in Spagna su Cuatrosfera;[4]
- 2007 in Russia su 2x2;
- 5 marzo 2008 in Italia su All Music;[5]